# Vuelo 2H79 de Talia Airways
El vuelo 2H79 de Talia Airways fue un vuelo comercial que cubría la ruta Estambul-Ercan que se estrelló contra la cordillera Kyrenia al aproximarse al norte de Chipre el 27 de febrero de 1988. Sus 15 ocupantes murieron en el accidente y el posterior incendio. 

## Vuelo y aeronave
El avión de Talia Airways cubría la ruta de Aeropuerto Internacional Atatürk al Aeropuerto de Ercan en el Norte de Chipre. Estaba realizando un vuelo prácticamente vacío para transportar 160 pasajeros a Finlandia. La aeronave era un Boeing 727-200 construido en 1974. El vuelo contaba con una carga ligera de 13 miembros de la tripulación y 2 pasajeros, todos los cuales fallecieron en el accidente. Siete miembros de la tripulación eran Yugoslavos, dos de las auxiliares de vuelos eran británicas y el resto de la tripulación era de Turquía. Los dos pasajeros eran un alto directivo de Talia Airways y su esposa. La aeronave le pertenecía a una compañía yugoslava (JAT) y estaba siendo arrendada a Talia Airways.

## Accidente
A medida que el vuelo se acercaba a Chipre desde el norte, el controlador aéreo le pidió al piloto que se aproximase usando el VOR a 6000 pies (1800 metros), pero el piloto descendió hasta los 2000 pies (610 metros) El descenso los llevó por debajo de la cordillera Kyrenia, que alcanza un punto máximo de 3130 pies (950 metros). En este punto la aeronave estaba a 15 millas (24 kilómetros) de la pista en Ercan. Cuando el piloto vio los picos en frente de él intentó virar a la izquierda pero la aeronave chocó contra la montaña con la parte trasera del avión destrozada en el lado norte de la montaña y la delantera en el lado sur. El avión se estrelló a las 10:20 AM (hora local), Tan solo diez minutos antes de la hora prevista para el aterrizaje.
Cuando los servicios de rescate llegaron a la escena pudieron notar los restos de la aeronave esparcidos sobre una gran área y cuerpos carbonizados. Las fuentes se disputan el número de ocupantes pero se ha acordado que 15 personas murieron, encontrándose todas a bordo de la aeronave. No hubo víctimas en tierra. Los cuerpos de las auxiliares de vuelo estaban tan calcinados que fue difícil identificar a las víctimas y todo esto resultó en que los familiares recibieran cuerpos equivocados.
Un equipo de cinco miembros del Ministerio de Transporte Turco voló el día siguiente al lugar de los hechos para investigar el accidente.

## Consecuencias
En junio de 1988 se llevó a cabo una investigación sobre la muerte de los dos miembros de la tripulación británicos La mayor parte de los restos se dejaron en el lugar del impacto  y siguen allí en el siglo XXI.